# Пифагорея
Пифагоре́я (греч. Πυθαγόρειο) — археологические раскопки древнего города Самоса (Σάμος), одного из важнейших городов античности, на одноимённом острове. Расположены вблизи современной деревни Питагорион, от которой и получили свое название.
На территории памятника расположены греческие и римские строения, а также знаменитый Эвпалинов тоннель, построенный Эвпалином из Мегары.
Вместе с храмом Геры Пифагорея включена в список Всемирного наследия ЮНЕСКО в 1992 году.

## История
Самые ранние археологические находки датируются 4-м тысячелетием до н. э., относятся к периоду неолита и найдены на холме Кастро (Κάστρο) к юго-западу от Питагориона. Расцвета полис достиг в середине VI века до н. э. при тиране Поликрате. Леса острова пошли на постройку судов и военных кораблей, что сделало Самос владычицей морей. Полис обладал мощным военным флотом и торговал со странами Малой Азии и Средиземноморья. Был создан новый тип корабля — 50-весельный «самосский корабль» (σάμαινα, самена) с рылообразным носом. Были основаны колонии Самоса в Ионии, во Фракии и в западных странах. При Поликрате были построены Герейон, храм Геры, по словам Геродота «величайший из известных нам храмов», Эвпалинов тоннель и дамба в гавани.
При раскопках найдены остатки мощённых улиц, домов с мозаичным полом. Самос входил в Ионийский союз.